# Molophilus keda
Molophilus keda är en tvåvingeart som beskrevs av Günther Theischinger 1992. Molophilus keda ingår i släktet Molophilus och familjen småharkrankar. Inga underarter finns listade i Catalogue of Life.